# Goethedenkmal (Ilmenau)

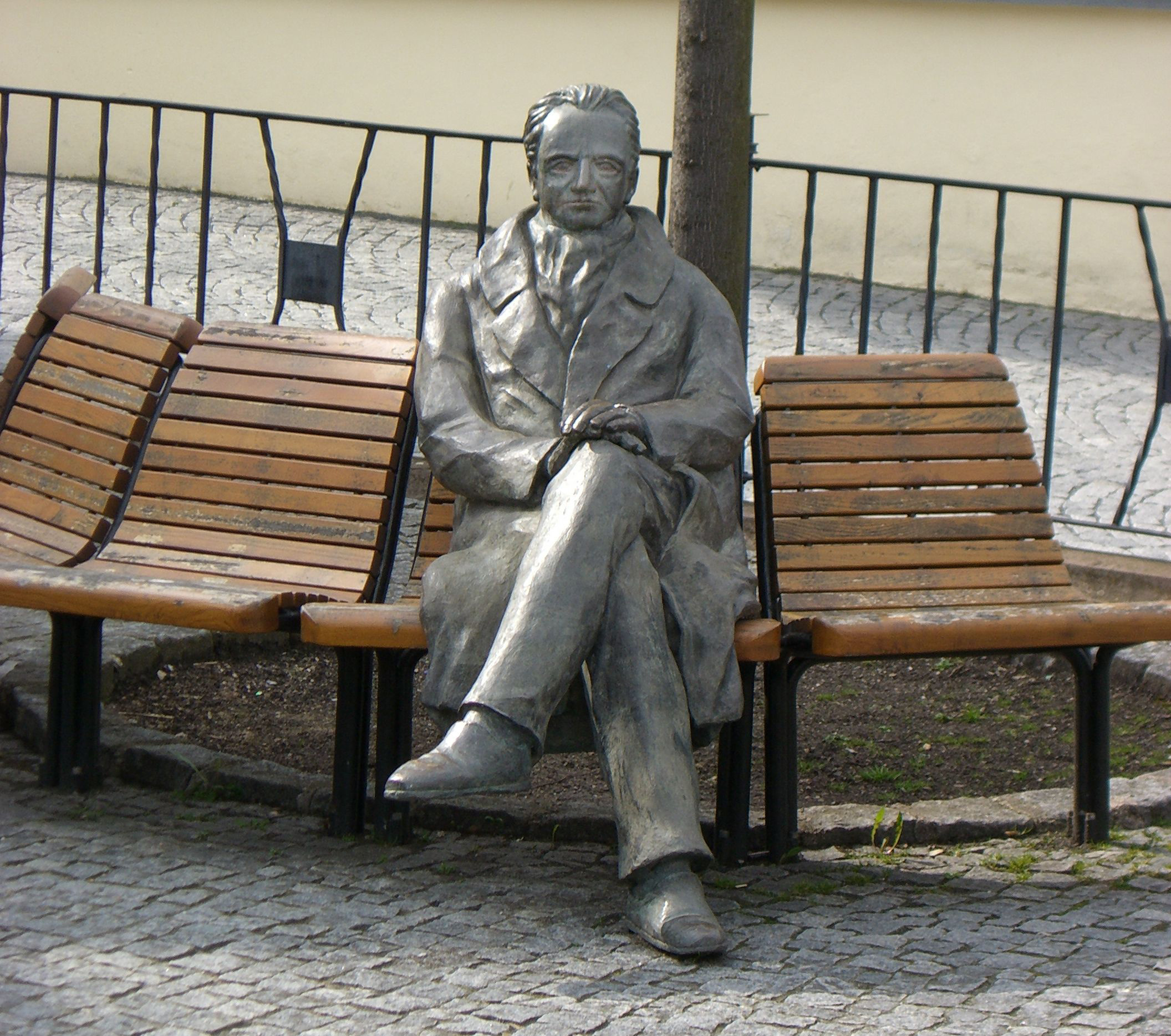
Das Goethedenkmal auf dem Markt

Das Goethedenkmal ist ein Denkmal zu Ehren Johann Wolfgang Goethes auf dem Marktplatz der Stadt Ilmenau in Thüringen.
Goethe besuchte Ilmenau während seiner Weimarer Zeit insgesamt etwa 28 mal, da er unter anderem wegen seiner Tätigkeit als Bergbauminister in Ilmenau beruflichen Aufgaben nachging. Ebenso sind Urlaubsaufenthalte in Ilmenau und dem Thüringer Wald bekannt. Durch diese enge Verbindung wuchs in Ilmenau bereits im ausgehenden 19. Jahrhundert das Bedürfnis, Goethe auf dem Markt ein Denkmal zu setzen, wozu es jedoch zunächst nicht kam. Pläne aus den 1980er Jahren scheiterten aus finanziellen Gründen.
1996 wurde die Idee eines solchen Denkmals wieder aufgegriffen. Der Entwurf war – vor allem wegen mangelnder Ähnlichkeit mit den zeitgenössischen Porträts. – sehr umstritten. (Vgl. auch die Liste der Goethedenkmäler.)
Standort des Denkmals ist der Marktplatz vor dem Amtshaus, in dem Goethe meist nächtigte, wenn er in Amtsgeschäften unterwegs war. Es besteht aus Bronze und wurde vom Bildhauer Klaus Glutting aus Homburg, einer der Partnerstädte Ilmenaus, geschaffen. Dargestellt ist ein ältlicher, auf einer Bank sitzender Mann in Lebensgröße, daneben ist Platz für weitere Personen. Dies ist ein beliebtes touristisches Fotomotiv geworden, und an Goethegeburtstagen wird die Figur für die Presse bunt bekränzt.
Älter als diese Goethebank ist der Goethebrunnen auf dem Ilmenauer Hauptfriedhof. Dieses denkmalgeschützte Ensemble mit dem Relief eines Bauhausschülers wurde 1932 eingeweiht und ist in der Liste der Kulturdenkmale in Ilmenau aufgeführt. Auf einer Website der Stadt Ilmenau ist er als „eine Art städtisches Goethedenkmal“ bezeichnet.